# 二面体群

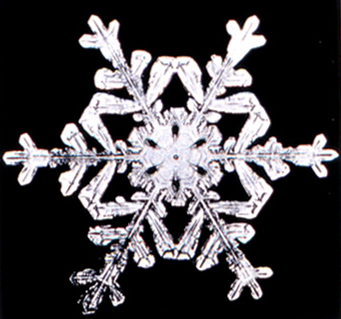
雪の結晶は正六角形と同等の対称性を持つ。

二面体群（にめんたいぐん、英: dihedral group）とは、正多角形の対称性を表現した数学的対象である。より正確には、正多角形を自分自身に移す合同変換全体の成す群のことである。そのような合同変換は、回転と鏡映の二種類がある。二面体群は、有限非可換群の最も単純な例であり、群論、幾何学、化学などの分野において重要な役割を果たす。類似の概念は、3次元以上の正多面体や正多胞体に対しても与えることができる。「二面体」とは、正多角形を3次元空間内で見て裏表の区別を付けたもの、といった意味合いである。

## 定義

### 群の元

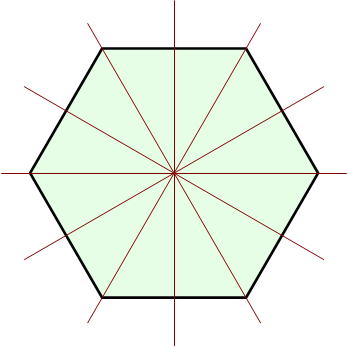
正六角形は6つの軸に対して線対称である

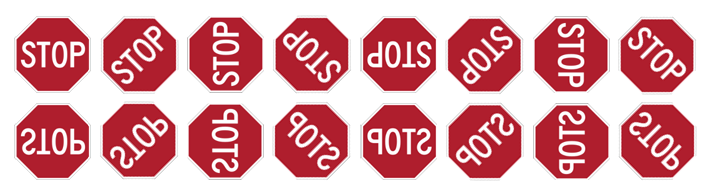
正八角形の標識に D_{8} の16個の変換を施した結果。上の列が回転、下の列が鏡映によるものである。

正 n 角形は 2n 通りの合同変換で不変である。内訳は、n 通りの回転と n 通りの鏡映である。これらが二面体群を構成する元である。n 通りの回転とは、θ = 360°/n に対して θ の回転、2 × θ の回転、…、n × θ の回転の n 個である。最後のものは 360°の回転であるから、何もしないのと同等であり、これが二面体群の単位元である。鏡映の方は、n が偶数か奇数かによって多少状況が異なるが、いずれにせよ、正 n 角形は n 個の対称軸に関して線対称である。実際、n が奇数のときには、対称軸として、ひとつの頂点と向かい合う辺の中点を結んだ直線が n 本取れる。n が偶数のときには、正 n 角形の対称軸として、向かい合う頂点を結んだ直線が n/2 本、向かい合う辺の中点を結んだ直線が n/2 本の合計 n 本が取れる。これら n 本の軸に関する対称移動と、n 個の回転を合わせた 2n 個の合同変換の集合を Dn あるいは Dihn と書く。元が 2n 個であることを強調するために、添え字を 2n とする流儀もある。

### 群の構造

ふたつの鏡映の合成（赤→緑→赤）は回転となる。

ある軸に関して対称移動し、続けて別の軸に関して対称移動すると、ふたつの軸の間の角度の2倍だけ回転するのと同じことになる。このように、Dn の元の合成はまた Dn の元になる。この演算によって、代数的な構造が入り、Dn は群となる。これを二面体群と呼ぶ。

正三角形を不変にする3つの鏡映

次の乗積表は、D3 の元の合成の結果を表している。Rk は k × 120°の回転を意味し、Sk は図のように反時計回りに順に添え字付けした軸に関する鏡映を意味する。
|    | R0 | R1 | R2 | S0 | S1 | S2 |
| -- | -- | -- | -- | -- | -- | -- |
| R0 | R0 | R1 | R2 | S0 | S1 | S2 |
| R1 | R1 | R2 | R0 | S1 | S2 | S0 |
| R2 | R2 | R0 | R1 | S2 | S0 | S1 |
| S0 | S0 | S2 | S1 | R0 | R2 | R1 |
| S1 | S1 | S0 | S2 | R1 | R0 | R2 |
| S2 | S2 | S1 | S0 | R2 | R1 | R0 |

例えば、S2S1 = R1 であるのは、S1 を施した後に続けて S2 を施すと 120°の回転になることを意味している（ここでは、右から変換を行う流儀を採用している）。他方、S1S2 = R2 であるから、この演算は可換ではない。

### 行列による表現
正多角形の中心を座標平面の原点に置けば、それを不変とする合同変換は線型写像と見なせる。これによって、Dn の各々の元は、行列で表すことができ、変換の合成は行列の積に対応する。これは、群の忠実表現の一例である。
例えば D4 は、次の8つの行列から成る。
{\displaystyle {\begin{matrix}R_{0}={\bigl (}{\begin{smallmatrix}1&0\\[0.2em]0&1\end{smallmatrix}}{\bigr )},&R_{1}={\bigl (}{\begin{smallmatrix}0&-1\\[0.2em]1&0\end{smallmatrix}}{\bigr )},&R_{2}={\bigl (}{\begin{smallmatrix}-1&0\\[0.2em]0&-1\end{smallmatrix}}{\bigr )},&R_{3}={\bigl (}{\begin{smallmatrix}0&1\\[0.2em]-1&0\end{smallmatrix}}{\bigr )},\\[1em]S_{0}={\bigl (}{\begin{smallmatrix}1&0\\[0.2em]0&-1\end{smallmatrix}}{\bigr )},&S_{1}={\bigl (}{\begin{smallmatrix}0&1\\[0.2em]1&0\end{smallmatrix}}{\bigr )},&S_{2}={\bigl (}{\begin{smallmatrix}-1&0\\[0.2em]0&1\end{smallmatrix}}{\bigr )},&S_{3}={\bigl (}{\begin{smallmatrix}0&-1\\[0.2em]-1&0\end{smallmatrix}}{\bigr )}.\end{matrix}}}
一般に、Dn は
{\displaystyle R_{k}={\begin{pmatrix}\cos {\frac {2\pi k}{n}}&-\sin {\frac {2\pi k}{n}}\\\sin {\frac {2\pi k}{n}}&\cos {\frac {2\pi k}{n}}\end{pmatrix}},\quad S_{k}={\begin{pmatrix}\cos {\frac {2\pi k}{n}}&\sin {\frac {2\pi k}{n}}\\\sin {\frac {2\pi k}{n}}&-\cos {\frac {2\pi k}{n}}\end{pmatrix}}}
(k = 0, 1, …, n - 1) の 2n 個の行列からなる。Rk は反時計回りに 2πk/n だけの回転を表す回転行列、Sk は x 軸と πk/n の角度を成す直線に関する対称移動を表す行列である。
このとき、これらの間の合成は以下の公式で与えられる。
{\displaystyle R_{i}\,R_{j}=R_{i+j},\quad R_{i}\,S_{j}=S_{i+j},\quad S_{i}\,R_{j}=S_{i-j},\quad S_{i}\,S_{j}=R_{i-j}}
ただし、添え字の足し算と引き算は n を法とする合同算術を意味するものとする。

## 位数の小さな二面体群
正多角形を不変とする合同変換を考えるならば、n は 3 以上でないと意味をなさないが、上記の行列による表現は n = 1, 2 でも意味を持ち、それらも二面体群に含める方が便利なことが多い。D1 は位数2の巡回群であり、D2 はクラインの四元群である。この2つはアーベル群であり、逆に n ≥ 3 では Dn は非可換群である。また、後述のように n ≥ 3 では Dn は対称群 Sn の部分群であるが、n = 1, 2 ではそうでない。

## 視覚的な説明
二面体群 Dn は、2次元ユークリッド空間における、原点を動かさない 2n 個の合同変換からなるのであった。そのうちの n 個は回転、残りの n 個は鏡映である。ただし、全く動かさない変換も回転に含める。全ての変換は、ふたつの変換
{\displaystyle R={\begin{pmatrix}\cos {2\pi  \over n}&-\sin {2\pi  \over n}\\\sin {2\pi  \over n}&\cos {2\pi  \over n}\end{pmatrix}},\qquad S={\begin{pmatrix}1&0\\0&-1\end{pmatrix}}}
の組み合わせで得られる。実際、上記の記号を用いれば
{\displaystyle R_{k}=R^{k},\quad S_{k}=R^{k}S}
であり、2n 個の変換は id（恒等変換）, R, R2, …, Rn-1, S, RS, R2S, …, Rn-1S で与えられる。ふたつの変換 R, S の間には
{\displaystyle SRS=R^{-1}}
という関係がある。いわば、「鏡の中の回転は鏡の外の逆回転に相当する」ということである。
また、n ≥ 2 のとき、隣り合う軸に関するふたつの鏡映 S0, S1 の組み合わせで全ての変換を得ることもできる。実際、
{\displaystyle R_{k}=(S_{1}S_{0})^{k},\quad S_{k}=(S_{1}S_{0})^{k}S_{0}}
である。ふたつの変換 S0, S1 の間には
{\displaystyle (S_{1}S_{0})^{n}=\mathrm {id} }
という関係がある。
例えば n = 2 の場合、R は 180°の回転、S は x 軸に関する対称移動を意味する。D2 を構成する4つの変換は、id, R, S, RS である。

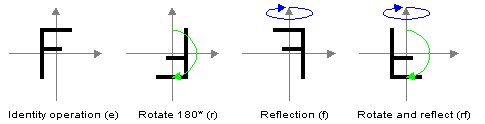
D_{2} を構成する4つの変換。「なにもしない」「180°の回転」「鏡映」「180°回転して鏡映」。ただし、この図では x 軸を垂直の軸に取り、時計回りに回転させている。

D2 はクラインの四元群と同型である。アーベル群であるので、変換の順番を逆にしても結果は変わらない。
Dn の位数が 4 より大きいときはアーベル群ではない。すなわち、n > 2 のとき、一般には変換の順序を逆にすると結果が変わる。

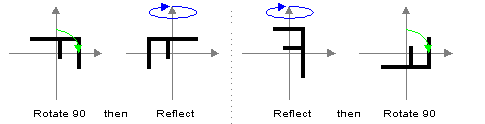
D_{4} は非可換である。90°回転して鏡映を取るのと、鏡映を取って90°回転するのは異なる結果になる。

Dn は2次直交群 O(2) の部分群と見なすこともできるし（実際 O(2) の有限部分群は巡回群と二面体群に限る）、3次特殊直交群 SO(3) の部分群と見なすこともできる。鏡映も3次元空間における回転と見なすことができるからである。この考えでは、正多角形は3次元空間において裏表の区別のある図形である。「二面体群」とはこの文脈からの用語であり、四面体群、六面体群などと同様に正多面体群の一種である。

### 対称図形の例
二面体群に関して不変な図形は正多角形に限らない。Dn に関して不変な図形は、正 n 角形と同等以上の対称性を持つといえる。例えば円は、任意に大きな n に対する Dn に関して不変である。実際、円は無限群である2次直交群に関して不変であり、無限に多くの対称性を持つといえる。

n = 1 の例。豊臣秀吉の太閤桐。対称軸をひとつだけ持つ。
n = 2 の例。足利氏の家紋、足利二つ引。対称軸をふたつ持ち、180°の回転で不変。
n = 3 の例。徳川氏の三つ葉葵。
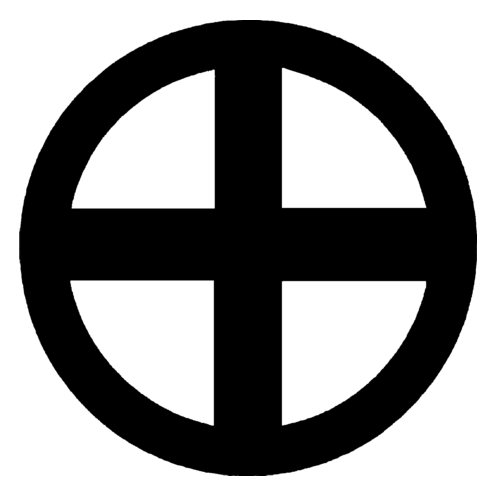
n = 4 の例。島津氏の家紋、丸に十の字。
n = 5 の例。木瓜紋の一種、織田氏の織田木瓜。
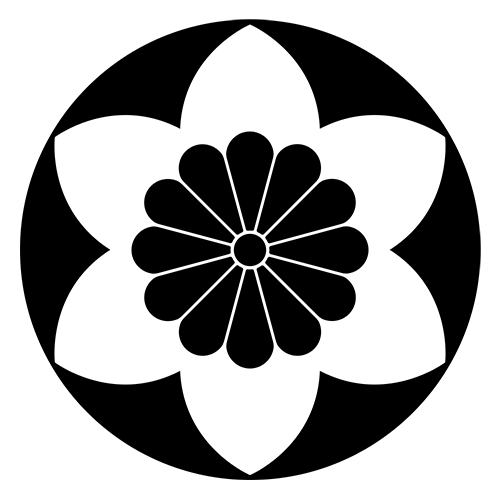
n = 6 の例。永井氏の家紋、永井鉄線。
n = 8 の例。旭光。
n = 16 の例。菊花紋章の一種、十六菊。他に十菊、十四菊もある。

## 同値な定義
二面体群を定義するには、いくつかの方法がある。
グラフ理論の用語を用いれば、n 個の頂点を持つサイクルの自己同型全体のなす群である。これは、「正多角形を不変とする合同変換全体」という元の考えとほぼ同等であり、n ≥ 3 の場合のみ通用する定義である。
抽象的な群の定義として、
{\displaystyle D_{n}=\langle r,s\mid r^{n}=s^{2}=1,\ srs=r^{-1}\rangle }
あるいは
{\displaystyle D_{n}=\langle x,y\mid x^{2}=y^{2}=(xy)^{n}=1\rangle }
がある。例えば前者は、3つの関係を満たす r, s が生成する群を意味し、r はひとつの回転、s はひとつの鏡映に対応する。後者は二面体群が位数2のふたつの元がなす群であることを意味するが、逆にそのような（有限）群は二面体群に限る。後者の定義はまた、二面体群がコクセター図形  に対応するコクセター群であることも意味する。
位数 n の巡回群 Zn と位数 2 の巡回群 Z2 の半直積 {\displaystyle \mathbb {Z} _{n}\rtimes _{\phi }\mathbb {Z} _{2}} としても定義される。ただし、φ(0) は Zn 上の恒等写像、φ(1) は逆元を取る写像とする。この定義と半直積の性質により、Dn は位数 n の巡回群を正規部分群として持つ。

## 性質
n ≥ 3 のとき、正多角形の頂点に番号を付けておけば、Dn の元は自然に n 個の番号の置換と見なせる。よって、Dn は対称群 Sn の部分群である。両者の位数を比較すれば明らかなように、D3 は S3 と一致し、n ≥ 4 の場合は Dn は Sn の真の部分群である。
n ≥ 3 のときの Dn の性質は、n の偶奇によって若干異なる面がある。例えばその中心は、n が奇数のときは単位元のみからなるが、n が偶数のときは単位元と 180°の回転の2つからなる。実際、180°度の回転は、行列表示で単位行列の -1 倍であるから、任意の変換と可換であることは明らかである。なお、n = 1, 2 のときは、Dn はアーベル群であるから、中心は自分自身である。
p が素数のとき、位数が 2p である群は巡回群と二面体群に限る。n が奇数のとき、D2n は Dn と Z2 の直積に同型である。
n の約数 m に対して、Dn の部分群としてひとつの巡回群 Zm と n/m 個の Dm が取れる。よって、Dn の部分群の総数は、約数関数を用いて d(n) + σ(n) と表せる。ここに、d(n) は n の約数の個数、σ(n) は n の約数の和である。

### 共役類と鏡映
n が奇数のとき、全ての鏡映は共役であるが、n が偶数のとき、2つの共役類に分かれる。一方の共役類は軸が正多角形の頂点を通るもの {S0, S2, …, Sn−2 } であり、他方の共役類は軸が辺の中点を通るもの {S1, S3, …, Sn−1 } である。
抽象代数学的には、n が奇数のときに全ての鏡映が共役であることは、シローの定理より直ちに従う。Dn の位数 2n を割る最大の2冪は 2 であるから、各々の鏡映がなす位数2の群はシロー2-部分群であり、したがってシローの定理よりそのような部分群は全て共役である。一方、n が偶数のときは、2 が 2n を割る最大の2冪ではないから、各々の鏡映がなす群はシロー部分群ではない。
| 代表元 | R0 | R1 | … | R(n−1)/2 | S0 |
| 要素数 | 1  | 2  | … | 2        | n  |

| 代表元 | R0 | Rn/2 | R1 | … | Rn/2−1 | S0  | S1  |
| 要素数 | 1  | 1    | 2  | … | 2      | n/2 | n/2 |

### 自己同型群
二面体群 Dn の自己同型群は、アフィン群
{\displaystyle \operatorname {Aff} (\mathbb {Z} /n\mathbb {Z} )=\{ax+b\mid (a,n)=1\}}
と同型であり、よってその位数は nφ(n) である。ただし、φ はオイラーのφ関数で、すなわち φ(n) とは 1, …, n - 1 の中で n と互いに素なものの個数である。実際、Dn は 2π/n の回転 R とひとつの鏡映 S で生成されるから、自己同型は R と S の移る先を決めれば決定するが、R の移る先の候補は位数 n の回転が φ(n) 個あり、S の移る先の候補は n 個の鏡映である。
n が奇数の場合、中心は単位元のみから成るので、単位元以外の任意の元が非自明な内部自己同型を与え、内部自己同型群の位数は 2n である。一方、n が偶数の場合、180°の回転が自明でない中心の元であるから、内部自己同型群の位数は n である。